# Егоров, Владимир Егорович

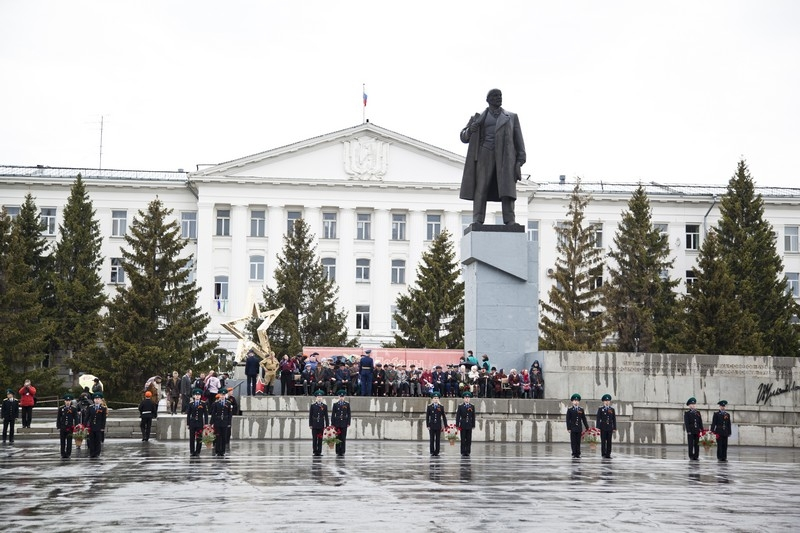
Памятник Ленину в городе Кургане, открыт 27 октября 1967 года

Влади́мир Его́рович Его́ров (24 апреля 1927, Гривки, Саратовская губерния — 19 февраля 1990, Свердловск) — русский советский скульптор, заслуженный работник культуры РСФСР (1973), член Международной студии скульптуры и рисунка, народный скульптор Урала.

## Биография
Родился 24 апреля 1927 года в селе Гривки Аткарского уезда Саратовской губернии (ныне — в Коленовском муниципальном образовании Екатериновского района Саратовской области) в семье поволжских крестьян. Родители — Егор Михайлович и Дарья Герасимовна Егоровы.
Во время поволжского голода 1933 года вместе с семьёй (родители и две сестры) переехал в Подмосковье в посёлок Коммунарка (ныне в черте Москвы).
На Урал Егоров приехал в 1951 году по окончании Московского художественно-промышленного училища имени М. И. Калинина, где он учился на скульптурном отделении по классу скульпторов Г. Д. Алексеева и М. А. Шмакова. Живопись вёл бывший передвижник, академик АХ СССР В. Н. Бакшеев.
Егоровым созданы свердловские памятники изобретателю в области радиосвязи А. С. Попову, уральскому революционеру И. М. Малышеву, легендарному разведчику Николаю Кузнецову, многофигурные барельефы «Уралмаш: история и современность» в интерьере Екатеринбургского метрополитена, мемориальные доски декабристам, П. П. Бажову. Скульптор Владимир Егоров является автором и других работ в Москве и Подмосковье, Кургане, Тюменской области, Приамурье, на БАМе, в Казахстане.
Он был участником многих всероссийских, всесоюзных и международных художественных выставок. Его скульптурный портрет «Уральский камнерез Г. Д. Зверев» (1954, мрамор) экспонировался на разных выставках, в том числе на Международной художественной выставке в Варшаве 1955 года. Ныне эта скульптура находится в постоянной экспозиции Екатеринбургского музея изобразительных искусств. Вслед за этим В. Е. Егоровым был создан и другой портрет старого Уральского камнереза «Умелец Н. Д. Татауров» (1957), также получивший известность. В 1962 году накануне Карибского кризиса Егоров по личной просьбе Фиделя Кастро вылепил с натуры портрет кубинского политика и публициста, председателя Национальной Ассамблеи (парламента) Кубы Бласа Роки (в 1970 году этот бюст был высечен автором в граните, приобретён Министерством культуры РСФСР и позже подарен на Кубу).
В 1956 году принят в Союз художников СССР.
В 1960—1980-х годах был членом правления Свердловской областной организации Союза художников РСФСР, председателем скульптурной секции, а также членом облсовета Всероссийского общества охраны памятников истории и культуры. Во время работы Международного фестиваля молодёжи и студентов в Москве (1957) стал заместителем старосты Международной студии скульптуры и рисунка, объединившей художников (участников Московского фестиваля) многих стран, членом Всесоюзного Выставкома СССР.
С 1960-х годов основным приоритетом художника стала монументальная скульптура. Много памятников его авторства было установлено в городах Среднего Урала (Первоуральск, Каменск-Уральский, Ревда, Красноуфимск, Артёмовский и т. д.). Это памятники героям войны и труда, а также обыкновенным людям, делами и силами которых держится и развивается Россия.
В 1984 году по предложению Б. Н. Ельцина, возглавлявшего в то время Свердловский обком партии, В. Е. Егоров взялся за работу над памятником Николаю Кузнецову. Над памятником Егоров работал прямо в одном из цехов Уралмаша, не раз здесь и ночевал, поскольку памятник необходимо было открыть (таково было непреложное условие заказчика) к 40-летию Победы. Памятник был открыт в срок ценой больших нервных, физических и интеллектуальных, конечно, усилий, бессонных ночей. За пропуск нескольких партсобраний парторганизация Свердловского союза художников исключила Егорова из партии. Правда, обком не утвердил исключение, поменяв его на выговор. В 1985—1987 годах Егоров преподавал скульптуру в Свердловском художественном училище им. И. Д. Шадра, руководил курсом.
В конце 1980-х годов Егоров, не расставаясь с монументальной скульптурой, экспериментировал в области скульптуры малых форм. Эти работы 1986—1989 годов — «Экологическое сознание», «Бессонница века», «Гусар» и др. — известности не получили. В начале 1990 года скульптором был полностью закончен в гипсовом варианте и готов к отливке большой восьмифигурный памятник «Бунт уральских углежогов. Ревда. Год 1841-й», посвящённый одной их трагических страниц истории Урала — расстрелу рабочих, мастеровых, открыто выступивших против невыносимых условий труда и быта. Памятник понравился всем его увидевшим, но власть в стране менялась и в этой обстановке стало как-то не до монументов. Композиция так и не была установлена в Ревде, а в 1993—1994 годах и вовсе пропала в Екатеринбурге неизвестно куда. За тридцать лет до этого, в 1962 году, перед отливкой в металл в Серове с территории завода бесследно пропала также одна из лучших работ В. Е. Егорова — памятник герою-лётчику Анатолию Серову, именем которого назван город.
Умер 19 февраля 1990 года от сердечного приступа в городе Свердловске. Похоронен на Широкореченском кладбище Екатеринбурга (участок II, 18 ряд от западной дороги, 7 ряд от южной аллеи). Памятник — стела неправильной формы из лабрадорита чёрного цвета, отполированная с лицевой стороны. Портрет — в виде горельефного изображения головы (автор — уральский скульптор П. А. Сажин).

### Семья
- Жена Егорова Лилия Германовна (1939—2018), по образованию — искусствовед, работала в ВУЗе.
- Дочь Егорова Елена Владимировна (1968—2009), художник, педагог.
- Сын Егоров Вадим Владимирович (род. 1958), философ, культуролог, доктор философских наук, профессор, действительный член «Российской академии социальных наук», почётный работник сферы образования РФ.
  - Внучка Егорова Елизавета Вадимовна (род. 1986), юрист, работает в московской российско-голландской компании.

## Награды и звания
- 1954 — За скульптуру «Уральский камнерез Г. Д. Зверев» (мрамор), диплом (I степени) Всероссийской художественной выставки.
- 1957 — За скульптуру «Умелец Н. Д. Татауров» диплом (II степени) Всероссийской художественной выставки.
- 1957, 1959 — Премии Всероссийских скульптурных конкурсов, организованных Союзом художников СССР, Свердловской организацией СХ и Свердловским обкомом комсомола за проекты памятников Уральскому добровольческому танковому корпусу и Комсомолу Урала.
- 1968 — Нагрудный знак ЦК ВЛКСМ за молодёжную тематику в творчестве.
- 1970 — Награждён медалью «За доблестный труд. В ознаменование столетия со дня рождения В. И. Ленина».
- 1971 — Награждён орденом «Знак Почёта».
- 1973 — Присвоено звание Заслуженный работник культуры РСФСР.
- 1975 — Вручена памятная медаль города Первоуральска.
- 1988 — Награждён знаком «Отличник культурного шефства над Вооружёнными силами СССР».
- 1990 — Присвоено почётное звание Народный скульптор Урала.